# 건설

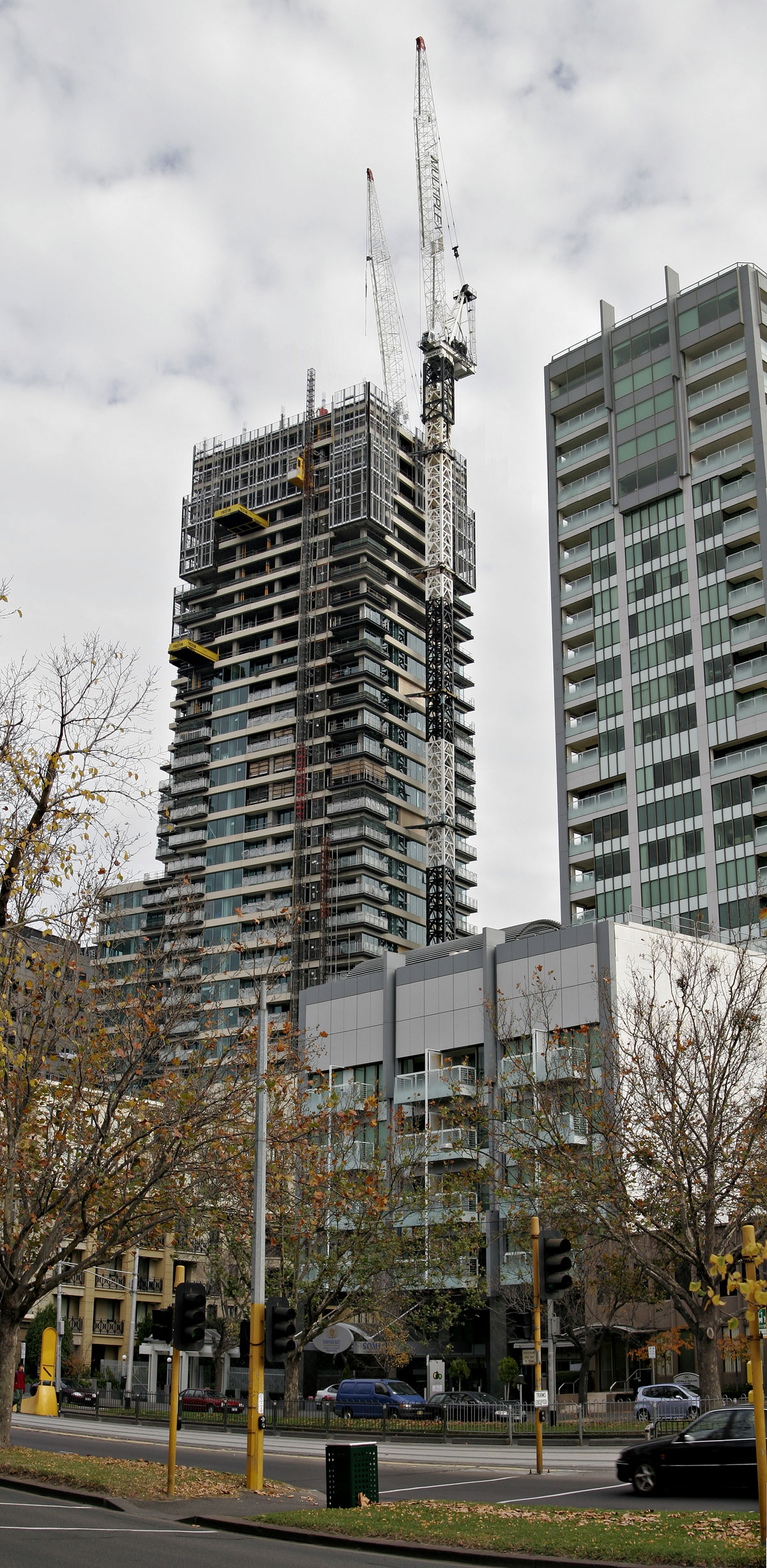

건설(建設, 영어: construction)은 건축(architecture)과 토목(civil engineering)의 총칭으로, 보통 건물을 짓거나 만들거나 하는 일이다. 토목건축이라고도 하며, 줄여서 토건이라는 말도 쓰인다. 사단법인 안전발전연구원 
대한민국 건설산업기본법 상으로는 "건설공사"라는 용어를 쓴다. 건설공사란 토목공사, 건축공사, 산업설비공사, 조경공사, 환경시설공사, 그 밖에 명칭에 관계없이 시설물을 설치ㆍ유지ㆍ보수하는공사(시설물을 설치하기 위한 부지조성공사를 포함한다) 및 기계설비나 그 밖의 구조물의 설치 및 해체공사 등을 말한다. 다만, 「전기공사업법」에 따른 전기공사,  「정보통신공사업법」에 따른 정보통신공사, 「소방시설공사업법」에 따른 소방시설공사, 「문화재 수리 등에 관한 법률」에 따른 문화재 수리공사는 포함하지 아니한다.

## 종류
1. 건물 건설
2. 고속도로 건설
3. 산업 건설
4. 산업 test
5. 재건설
6. 터널 건설
7. 다리 건설

## 건설업

### 생산기구
건설업의 생산기구로는 근래에 새로이 나타난 공동출자회사(joint ventrure), 특정한 시설설계에서 조업개시까지를 모두 하나의 조직으로 청부를 맡는 일관계약(一貫契約)이 있는데, 전자는 보통 공공수주공자 같은 데서 독립된 시공 주체로 자격이 인정되며, 특히 해외공사에 있어서는 국내업자뿐 아니라 외국업자와 공동으로 결성되기도 한다. 후자는 각종 산업시설 건설에서 화학·기계·전기 등의 각 분야의 기술을 포함하는 종합경영체(綜合經營體)라고 할 수 있는 것으로서 현재 미국의 유수업체에서 볼 수 있다.

### 계약방식
건설업의 공사계약방식으로는 ① 단가계약(單價契約), ② 총액청부계약(總額請負契約), ③ 실비정산계약(實費精算契約) 등이 있는데, 일반적으로는 ④ 수량정산방식(數量精算方式)을 가미시킨 ⑤ 정액계약방식(定額契約方式)이 흔히 쓰이고 있다.  계약방식과 그때의 형식요건 등에 대하여는 건설공사 표준청부 계약준칙, 또는 협정공사 청부계약준칙 같은 것이 미리 업자간에 자율적 또는 행정관청의 지도하에 마련되어 있으며, 특히 해외 공사에 대한 계약협정에 있어서는 국제계약규칙의 보급화가 진행되고 있다.  계약에 관한, 또는 계약이행에 따르는 분쟁에 있어서 그 사회에 통념화되어 있는 일반적 분쟁해결방법 이외에 건설관계 법령체계에서 건설공사 분쟁에 관한 적당한 심의회, 조정·중재기구를 설치하기도 한다.

### 수주
건설업 공사에 있어서의 수주형태는 ① 일반공개경쟁, ② 지명경쟁, ③ 수의계약으로 구분된다. 일반적으로 관청 또는 공공기관의 공사는 일반공개경쟁입찰의 형식을 취하고 있으나, 현실적으로는 지명경쟁입찰로서 예정가격(豫定價格) 미만의 최저 가격에서 낙찰자를 선정하는 것이 통례로 되어 있다. 한편 민간공사에서는 공사의 종류·규모·공사기술 적응도(工事技術適應度) 및 시공환경 등에 따라 수주방식도 달라지는데, 기술력·신용력 등이 우수한 대규모회사는 지명입찰에 의한 수주비율이 높다.  건설업에 있어서는 보통 다른 산업에서는 볼 수 없는 설계·시공의 분리발주(分離發走)가 원칙으로 되어 있으며, 따라서 설계가 먼저 이루어지고 난 다음 비로소 이를 시공업자에게 발주하는 것이 통례이다. 최근에는 기술적·경영적인 기반을 갖춘 건설업자 자신의 계획·설계능력·창의성을 활용할 수 있도록 설계와 시공을 일괄적으로 입찰 또는 수의계약에 의하여 발주하는 예도 늘어나고 있으며, 건설업자로 하여금 대안설계(代案設計)를 제출하도록 하는 경우도 있다. 그리고 공사의 종류 및 규모의 다양성을 위하여 그리고 공사내용과 건설의 건전한 육성을 위하여 오히려 바람직한 경향이라고 보아 업자의 성과에 랭킹을 정하는 것이 특히 관청공사에서 일반화되고 있다.  한편 해외의 대단위공사에 대한 국제입찰 같은 경우는 시공시험·경영내용 등에 관한 사전 자격심사제도가 행하여진다.

### 경영
건설업의 경영에는 개별수주(個別受注)에 따르는 특징이 그대로 반영되고 있는데, 예산통제(원가관리·이익관리 등)도 각각의 공사 진도별로 행해지는 경우가 보통이다. 이를 공사 진행기준이라 하는데, 한편으로는 공사완성 기준을 원칙으로 함으로써 경리상으로는 미완성 공사분에서의 공사비의 지출이나 또는 시공 수입급액 등을 각각 미완성공사 지출금(자산) 및 미완성공사 수입금(부채)계정으로 처리하기도 한다.  건설업은 여러 가지 공정(工程)으로 다양화·분업화된 전문기술분야가 필요하기 때문에 보통 건설업자라고 불리는 종합공사업자 이외에도 직종별·공종별(工種別)로 해당부문 전문공사자가 있으며, 여기에 필요한 전문적 기능공이나 노무자의 분포도 다양하다. 따라서 건설업 경영의 문제는 이처럼 다양화된 경영특성을 배경으로 기능공 또는 노무자에 대한 수요가 시간적으로 항상 불안전해 그 변동폭이 크다는 데 있다. 이러한 문제중 해결하기 위한 방편으로서는 전문분야별, 또는 직종별로 해당업자에 대한 하청 청부행위가 광범위하게 발달되어 있다.  또한 직접고용제도가 발달되고는 있지만 국민경제 전체의 노동력, 또는 기술계 인적 자원(人的資源)의 수급여건이 일반적으로 경직화되는 경향 때문에 건설업분야에는 이에 적응하기 위하여 경영관리와 생산기구의 근대화에 필요한 각종 방안을 연구하고 있다. 특히 하청업자 사이의 협업화·전문화·계열화 및 노무관계의 근대화를 통한 전업건설노무자(專業建設勞務者)의 정착화 등은 그 연구의 당면과제가 되고 있다.
건설업 경영은 특정한 발주(發注)에 의한 수주생산을 그 경영상의 특성으로 하고 있다.  뿐만 아니라 공사행위도 각종의 다양한 재료·제품·공정 등을 결합, 공사현장에서의 직접생산을 통하여 경영성과를 나타내기 때문에 이러한 특수성에 입각하여 독특한 수주형태·경영방식 및 생산기구(生産機構)가 전제로 된다.

## 같이 보기
- 대한민국의 경제#건설업
- 국토교통부
- 대한건설협회
- 해외건설협회
- 대한전문건설협회
- 건설워커
- 프리패브
- 프리콘(영어판)